# Гварана (Беневенто)
Гварана (итал. Guarana) је насеље у Италији у округу Беневенто, региону Кампанија.
Према процени из 2011. у насељу је живело 26 становника. Насеље се налази на надморској висини од 813 м.